# Intermodal godstransport
Intermodal godstransport involverer transport af fragt i en ISO-container eller køretøj, brugende mange slags transport-måder (jernbane, skib, og lastbil), uden at man skal have fat i selve godset under skift af transport-måde. Metoden reducerer cargo håndteringen, og forbedrer dermed sikkerheden, kan meget vel reducere skade eller tab, og tillader at godset bliver transporteret hurtigere.

## Generel reference
- DeBoer, David J. (1992). Piggyback and Containers: A History of Rail Intermodal on America's Steel Highway. Golden West Books, San Marino, CA. ISBN 0-87095-108-4.
- Sidney, Samuel (1846). Gauge Evidence: The History and Prospects of the Railway System. Edmonds, London, UK. No ISBN.

## Eksterne links
- White Pass and Yukon Route – pictures of 8'x8'x7' containers from 1955